# Le fatiche di Ercole
Le fatiche di Ercole is een Italiaanse film uit 1958, met in de hoofdrol bodybuilder Steve Reeves.

## Verhaal
Hercules, de legendarische Griekse halfgod, arriveert in het koninkrijk van Iolcus om Iphitus, de zoon van koning Pelias, te onderwijzen. Vrijwel direct na aankomt wordt hij verliefd op de dochter van de koning: Iole. Voor hij haar liefde kan winnen moet hij eerst een aantal taken volbrengen. Tijdens deze taken ontmoet hij ook Jason en de argonauten, met wie hij de legendarische reis van de argo maakt.

## Rolverdeling
| Acteur              | Personage                   |
| ------------------- | --------------------------- |
| Steve Reeves        | Ercole (Hercules)           |
| Sylva Koscina       | Iole, Daugher of Pelias     |
| Fabrizio Mioni      | Jason                       |
| Ivo Garrani         | Pelias, King of Iolcus      |
| Gianna Maria Canale | Antea, Queen of the Amazons |
| Arturo Dominici     | Eurysteus                   |
| Mimmo Palmara       | Iphitus, Son of Pelias      |
| Lidia Alfonsi       | The Sybil                   |
| Gabriele Antonini   | Ulysses                     |
| Aldo Fiorelli       | Argos                       |

## Achtergrond
De Amerikaanse producer Joseph E. Levine verkreeg de rechten om de film in Amerika uit te brengen. Hier verscheen in de film onder de titel “Hercules”. Onder deze naam werd de film bespot in de televisieserie Mystery Science Theater 3000.
Het script van de film was losjes gebaseerd op het Griekse epische gedicht Argonautica van Apollonius Rhodius. De rol van Hercules werd in de film enorm uitvergroot ten opzichte van de rol die hij in het gedicht heeft.
Acteur Reeves was een ervaren ruiter en deed al zijn stunts.